# Fekete tetra
A fekete tetra (Gymnocorymbus ternetzi) a sugarasúszójú halak (Actinopterygii) osztályának pontylazacalakúak (Characiformes) rendjébe, ezen belül a pontylazacfélék (Characidae) családjába tartozó faj.

## Elterjedése, élőhelye
Bolívia, Brazília és Paraguay területén honos, gyenge sodrású folyók és állóvizek lakója.

## Megjelenése
A kifejlett állat átlagos testhossza 5-6 centiméter, de ritka esetben ennél nagyobbra, 7,5 centiméteresre is megnőhet. A fiatalabb állatok szinte teljesen feketék, a kifejlett egyedek hátrésze olaj-, vagy barnászöld, a mellrészük ezüst színű. Törzsükön látható a fajra jellemző két haránt futó fekete csík. A farokrész sötétszürke, vagy fekete. Teste erősen lapított, ezt jól kiemeli nagy alsó úszója, mely kör alakot kölcsönöz a halnak. Az ivarok megkülönböztetése egyszerű: a hímek kisebbek a nősténynél és a hasvonaluk egyenes, a nőstények teltek, hasvonaluk gömbölyű.
|  |

## Életmódja
Mindenevő hal, legszívesebben élőeleséget fogyaszt, de a jó minőségű műeleséget sem veti meg. A fekete tetra rajban élő hal, kedveli a társaságot, ezért lehetőleg legalább öt egyedet tartsunk egy akváriumban. Habár többnyire barátságosnak mutatja magát, hajlamos a többi hal díszes úszójának csipkedésére, ezért nem ajánlott lassú mozgású, hosszú úszójú halakkal együtt tartani. Egy rajnak legalább 80 literes akváriumra van szüksége.

## Szaporítása
Ikráztatáshoz kisebb, 8-15 literes akvárium elegendő. A víz keménysége lehetőleg 10-12nk° legyen, a hőmérséklet pedig 26-28°C-os. Előnyös lehet finom szálú élőnövény elhelyezése az ívatómedencében, akár egy cérnaszállal belógatva. Az ilyen környezetbe helyezett tenyészpár jó esetben már másnap ívik. Egy kifejlett nőstény 500-600 ikrát is rakhat, mely esetben néhány csepp fertőtlenítőszer vízbe csepegtetésével megelőzhető az ikrák penészedése. Ikrarakás után javasolt a szülőpárt eltávolítani, ugyanis mérsékelten ikrarablók. A fiatal állatok legfeljebb két nap múlva kikelnek, apró élőeleséggel etethetők.